# ديفون أوكي
ديفون إدوينا أوكي (بالإنجليزية: Devon Edwenna Aoki)‏ ممثلة و عارضة ازياء أمريكية ولدت في 10 أغسطس 1982 في مدينة نيويورك وعاشت في كاليفورنيا ولندن و درست في الجامعة الأمريكية في لندن، والدها ياباني و اسمه هيرواكي اوكي و يعتبر من اقوى المصارعين في العالم الا انه توفي سنة 2008، امها اسمها باميلا هيلبورجر و هي مصممة جواهر و نقاشة في ألمانيا و انكلترا. بدأت كعارضة ازياء و هي في سن 13 بتشجيع من جدتها كايت موس.

## الأعمال
- سريع جدا غاضب جدا
- مدينة الخطيئة
- دي أو أي : ميت أو حي

## وصلات خارجية
- ديفون أوكي على موقع IMDb (الإنجليزية)
- ديفون أوكي على موقع روتن توميتوز (الإنجليزية)
- ديفون أوكي على موقع ألو سيني (الفرنسية)
- ديفون أوكي على موقع ميوزك برينز (الإنجليزية)
- ديفون أوكي على موقع تيرنر كلاسيك موفيز (الإنجليزية)
- ديفون أوكي على موقع أول موفي (الإنجليزية)
- ديفون أوكي على موقع قاعدة بيانات الأفلام السويدية (السويدية)
- ديفون أوكي على موقع إن إن دي بي (الإنجليزية)
- ديفون أوكي على موقع قاعدة بيانات الفيلم (الإنجليزية)
- ديفون أوكي على موقع كينوبويسك (الروسية)

- ديفون أوكي على قاعدة بيانات الأفلام على الإنترنت